# ゲティン・イン・オーヴァー・マイ・ヘッド
『ゲティン・イン・オーヴァー・マイ・ヘッド』（Gettin' in Over My Head）は、アメリカ合衆国のミュージシャン、ブライアン・ウィルソンが2004年に発表したスタジオ・アルバム。『イマジネーション』（1998年）以来6年振りに発表されたスタジオ・アルバムである。エルトン・ジョン、カール・ウィルソン、エリック・クラプトン、ポール・マッカートニーが「スペシャル・ゲスト」としてクレジットされており、また、アルバム『ブライアン・ウィルソン』（1988年）で共同プロデューサーを務めたアンディ・ペイリーや、ブライアンのライヴ活動をサポートしていたワンダーミンツのダリアン・サハナジャとニック・ワルスコ等もレコーディングに参加した。

## 解説
収録曲のうち「メイク・ア・ウィシュ」「レインボウ・アイズ」「ドント・レット・ハー・ノウ・シーズ・アン・エンジェル」の3曲は、ブライアン・ウィルソンの2作目のスタジオ・アルバムとして計画されたが未発表となった作品『スウィート・インサニティ』のレコーディング・セッションで作られた曲を再演したものである。また、「フェアリー・テール」と「ザ・ワルツ」は、『スウィート・インサニティ』のために作られた曲を元にしているが、タイトル等は変更された。
「ソウル・サーチン」は、1990年代中期にザ・ビーチ・ボーイズ名義で録音された未発表曲で、本作に収録するにあたって、カール・ウィルソン（1998年死去）が残したボーカル・トラックにブライアンのボーカルと新しいバッキング・トラックを追加したものである。「フレンド・ライク・ユー」は、2002年にエリザベス女王戴冠50周年記念コンサートや地雷撤去を求めたチャリティ・コンサートで共演したポール・マッカートニーに捧げられた曲で、同曲のレコーディングにはポール本人も参加した。
ジャケット・デザインは、ビートルズの『サージェント・ペパーズ・ロンリー・ハーツ・クラブ・バンド』を手がけたことで知られるピーター・ブレイクによる。2004年12月17日付の『ガーディアン』紙に掲載された記事「The most beautiful sleeves of 2004」で選出された10作品の中には、本作のジャケットも含まれている。

## 収録曲
特記なき楽曲はブライアン・ウィルソンとアンディ・ペイリーの共作。
1. ハウ・クッド・ウィ・スティル・ビー・ダンシン - "How Could We Still Be Dancin'?" (Brian Wilson, Joe Thomas) - 4:42
2. ソウル・サーチン - "Soul Searchin'" - 4:08
3. ユーヴ・タッチド・ミー - "You've Touched Me" (B. Wilson, Steve Kalinich) - 3:22
4. ゲティン・イン・オーヴァー・マイ・ヘッド - "Gettin' in Over My Head" - 4:29
5. シティ・ブルース - "City Blues" (B. Wilson, Scott Bennett) - 4:22
6. デザート・ドライヴ - "Desert Drive" - 3:36
7. フレンド・ライク・ユー - "A Friend Like You" (B. Wilson, S. Kalinich) - 3:38
8. メイク・ア・ウィッシュ - "Make a Wish" (B. Wilson) - 3:50
9. レインボウ・アイズ - "Rainbow Eyes" (B. Wilson) - 4:08
10. サタデー・モーニング・イン・ザ・シティ - "Saturday Morning in the City" - 2:54
11. フェアリー・テール - "Fairy Tale" (B. Wilson, David Foster) - 5:28
12. ドント・レット・ハー・ノウ・シーズ・アン・エンジェル - "Don't Let Her Know She's an Angel" (B. Wilson) - 4:17
13. ザ・ワルツ - "The Waltz" (B. Wilson, Van Dyke Parks) - 4:09

## 参加ミュージシャン
- ブライアン・ウィルソン - ボーカル、バッキング・ボーカル、ピアノ、キーボード
- エルトン・ジョン - ボーカル、ピアノ(#1)
- カール・ウィルソン - ボーカル(#2)
- エリック・クラプトン - ギター(#5)
- ポール・マッカートニー - ボーカル、アコースティック・ギター(#7)
- スコット・ベネット - キーボード、ヴィブラフォン、パーカッション、ベース、ギター、バッキング・ボーカル
- ダリアン・サハナジャ - ピアノ、キーボード、ヴィブラフォン、パーカッション、バッキング・ボーカル
- プロビン・グレゴリー - ギター、フレンチホルン、トランペット、キーボード、トロンボーン
- ジョー・トーマス - キーボード
- ニック・ワルスコ - ギター
- ジェフリー・フォスケット - ギター、バッキング・ボーカル
- グレッグ・リース（英語版） - ギター
- ボブ・リジック - ベース
- マイケル・ローズ - ベース
- トッド・サッチャーマン - ドラムス、パーカッション
- ジム・ハインズ - パーカッション
- アンディ・ペイリー - パーカッション、バッキング・ボーカル
- ポール・マーテンス - サックス、フルート、ハーモニカ、クラリネット
- エイミー・ファリス - ヴィオラ、ヴァイオリン
- スーザン・ジェンセン - ヴァイオリン
- ピーター・ケント - ヴァイオリン
- ルドルフ・スタイン - チェロ
- キャロル・ロビンス - ハープ